# 姬輔
姬輔，山西陵川人，明朝政治人物。舉人出身。
永樂六年，戊子科山西鄉試中舉，后任商州訓導。